# Dakaretai Otoko 1-i ni Odosarete Imasu.
Dakaretai Otoko 1-i ni Odosarete Imasu. (抱かれたい男1位に脅されています。, dobesednoː "Najbolj objemljiv moški leta me izsiljuje") je japonska yaoi manga serija avtorice Hashigo Sakurabi. Serializirana je bila reviji Monthly Magazine Be x Boy založbe Libre Publishing od julija 2013 in bila zbrana v petih delih tankōbon. Anime prilagoditev studia CloverWorks je doživela premiero 6. oktobra 2018.

## Liki
Takato Saijō (西條高人, Saijō Takato)
Glas: Hiroki Takahashi
Hunta Azumaya (東谷准太, Azumaya Hunta)
Glas: Yūki Ono
Chihiro Ayagi (綾木千広, Ayagi Chihiro)
Glas: Takuya Satō
Ryō Narumiya (成宮 涼, Narumiya Ryō)
Glas: Yuuma Uchida
Kazuomi Usaka (卯坂和臣, Usaka Kazuomi)
Glas: Kōsuke Toriumi
Kiyotaka Arisu (在須清崇, Arisu Kiyotaka)
Glas: Wataru Hatano

## Mediji

### Anime
Televizijska anime adaptacija z naslovom DAKAICHI - Nadleguje me najbolj seksi moški leta je bila napovedana in je začela izhajati 6. oktobra 2018 na Tokyo MX in drugih kanalih. Serijo animira studio CloverWorks v režiji Naoyukija Tatsuwaja, pri čemer Yoshimi Narita skrbi za kompozicijo serije, Minako Shiba oblikuje like, Masaharu Yokoyama sklada glasbo v seriji, medtem ko je Satoshi Motoyama zvočni direktor. Minako Shiba bo tudi glavna direktorica animacije poleg Senri Kawaguchi in Yu Kurihara. Uvodna tematska pesem je "Monolog Fukazen" avtorja Tomohise Sakoja. Zaključna tematska pesem nosi naslov "Chuntaka!" in je delo Yūkija Onoja in Hirokija Takahashija. Aniplex of America ima licenco za serijo in jo pretaka na Crunchyrollu. Serija bo dolga 13 epizod.

## Epizode (delo v nastajanju)
| Št. | Naslov                                         |
| --- | ---------------------------------------------- |
| 1   | V svetu show businessa požiraš ali pa si požrt |
| 2   | Se me je naveličal?                            |
| 3   | Ne nadleguj me v javnostiǃ                     |
| 4   | Podtaknili so mi                               |
| 5   | Imel te bom za žensko                          |